# Agentenpoker
Agentenpoker ist eine US-amerikanische Agentenkomödie aus dem Jahr 1980 mit den Hauptdarstellern Walter Matthau und Glenda Jackson. Der Alternativtitel ist Bluff Poker – Ein Schlitzohr packt aus. Ein weiterer Titel ist Hopscotch – Der Aussteiger.
Der Film basiert auf dem 1975 erschienenen Roman Hopscotch von Brian Garfield.

## Handlung
Nach 20 Jahren als CIA-Agent im Außendienst soll Miles Kendig ins Archiv versetzt werden. Doch der alte Hase lässt sich von seinem neuen Chef Myerson nicht so leicht abschieben. Statt sich um die alten Akten zu kümmern, verschwindet er, um in Salzburg die Zeit mit seiner Geliebten, der verwitweten ehemaligen Geheimdienstmitarbeiterin Isobel von Schönenburg, zu genießen und ein Buch über die Machenschaften der Geheimdienste zu schreiben.
Kendig sendet den Text des ersten Kapitels an die wichtigsten Geheimdienste der Welt. Als die ersten Leseproben in Washington eintreffen, setzt der wütende Myerson die Agenten Cutter und Ross auf den Verräter an. Doch Kendig narrt seine Verfolger und lockt sie in einem Katz-und-Maus-Spiel um die ganze Welt – es geht von Österreich über die Schweiz und Frankreich zurück in die USA und über die Bermudas weiter nach London.
In London hat Kendig mit Parker Westlake einen mutigen Verleger gefunden, der bereit ist, das brisante Buch zu veröffentlichen. Die Geheimdienstleute verfolgen Kendig bis zur Kanalküste und werden Zeugen, wie sein Fluchtflugzeug nach Schüssen von Myerson direkt vor Beachy Head explodiert. Der Fall Kendig scheint damit abgeschlossen zu sein. Doch auch diesmal hat Kendig alle genarrt. In der Schlusseinstellung sieht man ihn, wie er als einen Dastar tragender Sikh verkleidet mit einer Angestellten in einem Londoner Buchladen über den Bestseller Hopscotch plaudert.

## Kritiken
Für das Lexikon des internationalen Films handelte es sich um eine „[w]itzige und größtenteils schwungvolle Agenten-Komödie, die zwar die aktionsreiche Seite dieses Metiers sehr betont, aber durch einen glänzenden Hauptdarsteller und überraschende Tempowechsel für entspannende Unterhaltung sorgt“.

## Musik
Im Film werden viele Stücke von Wolfgang Amadeus Mozart als musikalische Begleitung verwendet. Zu erwähnen sind die Arie Non Più Andrai aus der Oper Die Hochzeit des Figaro, das Andante aus Eine kleine Nachtmusik, der erste Satz der Klaviersonate Nr. 11 (vor allem bekannt wegen ihres dritten Satzes Rondo alla Turca/Türkischer Marsch) und das Rondo in D-Dur (KV 382), das als musikalische Versinnbildlichung des Schreibmaschineschreibens diente.
Hermann Preys kraftvolle Interpretation der Arie Non Più Andrai unterstreicht das absurde Alter eines Doppeldeckers, auf den Myerson schießt. Die Arie schildert, dass Cherubino („little baby“), nachdem er den Offiziersdienst antrat, nicht mehr der holde Liebling der Gräfin ist, genauso wie Myerson langsam, aber sicher seinen Einfluss bei der CIA verliert.
Zu hören ist auch die Arie Largo al Factotum aus der Oper Il barbiere di Siviglia von Gioachino Rossini. Walter Matthau singt sie, als er eine Grenzkontrollstelle passiert. Im Text der Arie wird erklärt, wie jeder nach dem Barbier sucht. Matthau, der im Film von der gesamten CIA gesucht wird, bewegt sich dabei blitzschnell über die Grenze. Einige Szenen werden zudem mit dem aus dem 15. Jahrhundert stammenden französischen Volkslied Sur le pont d’Avignon untermalt.
Matthau, ein großer Liebhaber von Opern, sagte, er habe die Stücke selbst für den Film ausgesucht.

## Besonderheiten
Die Rolle des Leonard Ross spielt Walter Matthaus Sohn David. Die Rolle der Wasserflugzeugpilotin Carla Flemming verkörpert Lucy Saroyan, eine Tochter von Walter Matthaus Ehefrau Carol Grace aus deren vorheriger Ehe mit dem Schriftsteller William Saroyan.
Gedreht wurde neben Schauplätzen in den Vereinigten Staaten (Atlanta und Savannah) und Großbritannien (East Sussex, London und Flughafen London Heathrow) auch in München und Salzburg.
In der Titelsequenz des Films wird der jährlich zum Oktoberfest in München stattfindende Trachten- und Schützenzug gezeigt, wie er gerade an der Bayerischen Staatsoper vorbeizieht und danach den Odeonsplatz überquert. Im Hintergrund sind dabei die Feldherrnhalle und die Theatinerkirche zu sehen. Die Titelsequenz endet auf der Theresienwiese im Festzelt Winzerer Fähndl der Paulaner Brauerei.

## Deutsche Synchronisation
Quelle: Synchronkartei
| Rolle                  | Schauspieler      | Synchronsprecher     |
| ---------------------- | ----------------- | -------------------- |
| Miles Kendig           | Walter Matthau    | Wolfgang Völz        |
| Isobel von Schönenburg | Glenda Jackson    | Uta Hallant          |
| Joe Cutter             | Sam Waterston     | Hans-Jürgen Wolf     |
| Myerson                | Ned Beatty        | Gerd Duwner          |
| Mikhail Yaskov         | Herbert Lom       | Rüdiger Evers        |
| Leonard Ross           | David Matthau     | Mathias Einert       |
| Parker Westlake        | George Baker      | Joachim Pukaß        |
| Ludlum                 | Ivor Roberts      | Eberhard Wechselberg |
| Carla Fleming          | Lucy Saroyan      | Heike Schroetter     |
| Leroy Maddox           | Severn Darden     | Alexander Herzog     |
| Mrs. Myerson           | Anne Haney        | Christel Merian      |
| Sir Giles Chartermain  | Allan Cuthbertson | Lothar Blumhagen     |
| Alfie P. Booker        | Mike Gwilym       | Andreas Hosang       |
| Follett                | Doug Dirkson      | Klaus Jepsen         |
| CIA-Abhörtechniker     | Osman Ragheb      | Joachim von Ulmann   |
| Maklerin               | Jacquelyn Hyde    | Agi Prandhoff        |
| Tobin                  | Terry Beaver      | Till Hagen           |